# Tribus magyares
Les tribus magyares, ou tribus hongroises, (hongrois : magyar törzsek) forment le cadre politique du peuple magyar jusqu'à son installation dans le bassin des Carpates (Honfoglalás) et la fondation de la grande-principauté de Hongrie après 895.

## Le système tribal magyar

### Origines
L'origine du système de tribus chez les Magyars n'est pas encore élucidé, mais il est établi que sept tribus existaient vers le milieu du IXe siècle lors de l'Honfoglalás. Ces sept tribus (Jenő, Kér, Keszi, Kürt-Gyarmat, Megyer, Nyék et Tarján) forment alors la confédération Hétmagyar (en français, les « Sept Magyars »). Chaque tribu est composée de plusieurs clans. Il y en a une centaine (108 ?) dont un certain nombre se maintient - du moins par le nom - jusqu'au XIIIe-XIVe siècle. Parmi ces derniers, on peut citer les clans : Baksa, Balog, Osl, Szalók, etc.
Leurs dirigeants sont aux côtés de Álmos - grand-prince des Magyars (nagyfejedelem) -, Előd, Ond, Kond, Tas, Huba et Töhötöm, tous lui ayant fait serment par le sang d'une « fidélité éternelle ».
Vers l'an 881, on voit se joindre à la Confédération tribale magyares trois tribus khazares ayant fait scission avec leur khaganat. Ces trois tribus sont organisées en une seule, appelée kabare, qui joue plus tard le rôle d'avant-garde et d'arrière-garde dans l'armée de la Confédération. Le fils d'Álmos, Árpád, maintient le système confédéré et conquiert ainsi la plaine danubienne en 895.

### Vestiges contemporains

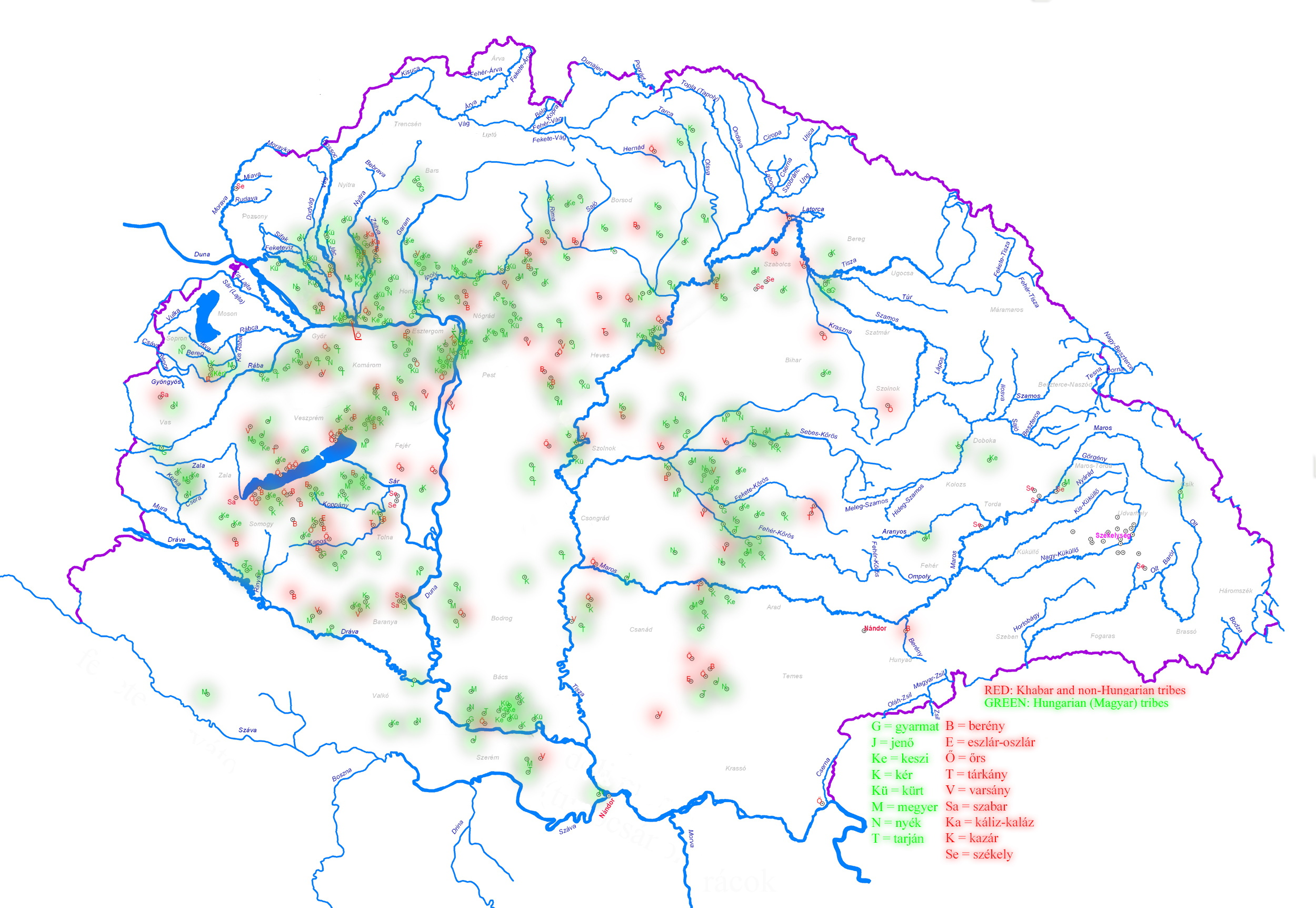
La trace des tribus magyares dans la toponymie locale dans le bassin des Carpates.

## Sources
- Kristó, Gyula; Makk, Ferenc,Az Árpád-ház uralkodói ("les règles de la dynastie  Árpád"), 1996
- Kristen, Gyula, A Kárpát-medence és a magyarság régmúltja (1301-ig) (Középkortörténeti bibliothèque de Szeged), Szeged, 1993